# Jean-Jacques Servan-Schreiber

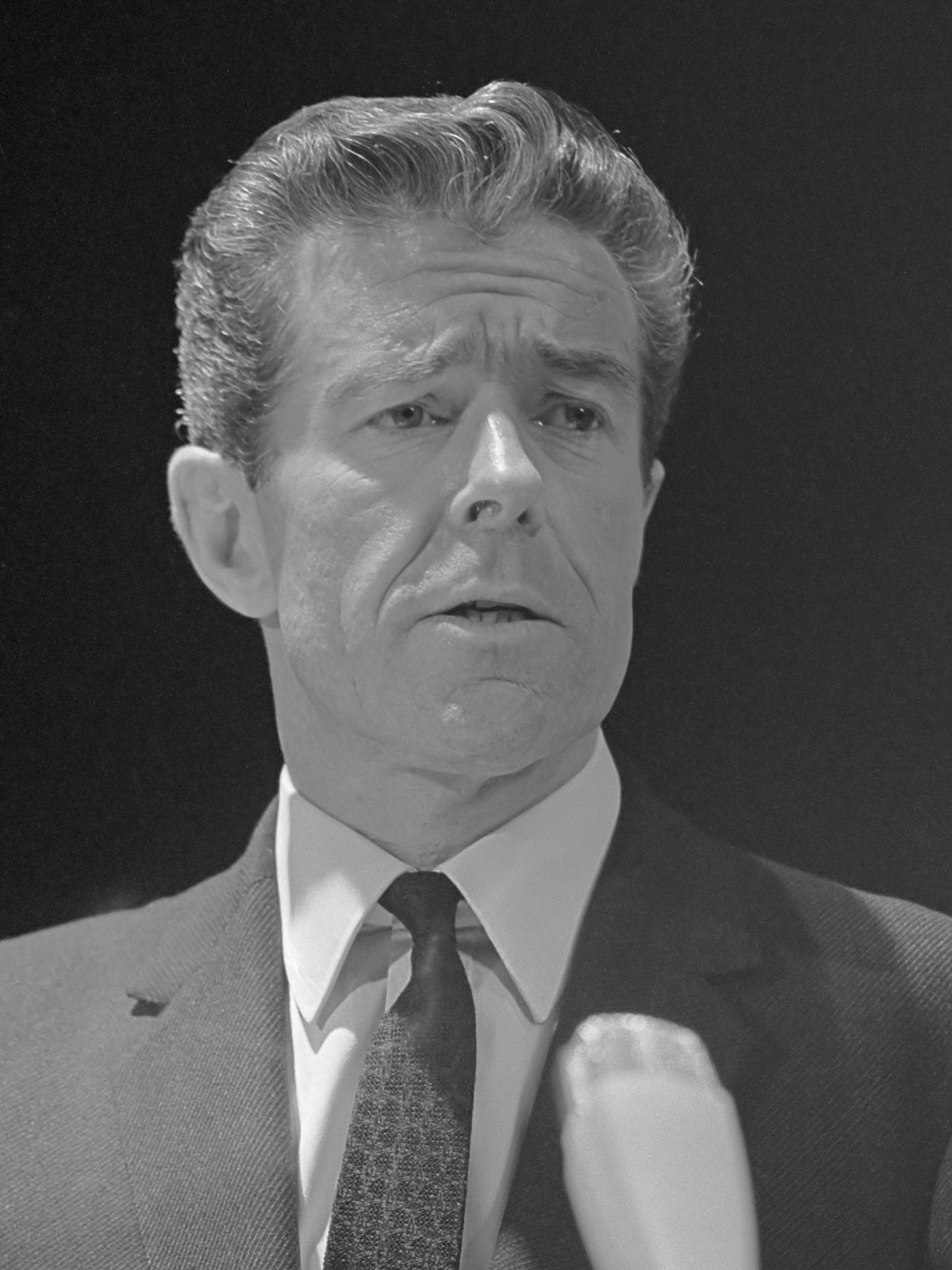
Jean-Jacques Servan-Schreiber (1968)

Jean-Jacques Servan-Schreiber, ook wel aangeduid als JJSS, (Parijs, 13 februari 1924 - Fécamp, 7 november 2006) was een Franse journalist, politicus en publicist.

## Journalist
Hij werd opgeleid aan de prestigieuze École Polytechnique in Parijs. Tijdens de Tweede Wereldoorlog was hij piloot bij de Vrije Fransen. Na de oorlog begon hij in 1947 als journalist bij Le Monde en trad daarmee in het voetspoor van zijn uit Pruisische ouders geboren maar Franse vader Émile Servan-Schreiber, die toentertijd bij Les Échos werkzaam was. In 1953 richtte Servan-Schreiber samen met Françoise Giroud het weekblad L'Express op. Het links-intellectuele blad bevatte in de jaren vijftig en zestig allerlei bijdragen van bekende schrijvers als Jean-Paul Sartre en Albert Camus. Hij bleef hoofdredacteur van het blad tot 1970.
In 1957 moest hij in militaire dienst en diende hij in Algerije. Over de daar aan de gang zijnde oorlog tegen de Algerijnse vrijheidsstrijders schreef hij zijn eerste boek, Lieutenant en Algérie. Het betrof een verslag van het brute Franse optreden aldaar en veroorzaakte de nodige ophef of het niet nadelig zou zijn voor het moreel van het Franse leger.
Met zijn weekblad keerde hij zich in 1958 tevergeefs tegen de terugkeer van generaal Charles de Gaulle in de politiek. In 1967 schreef Servan-Schreiber zijn eerste bestseller Le Défi américain; het boek ging over een door hem veronderstelde oorlog op economisch gebied tussen de Verenigde Staten en Europa waarbij de laatste bezig zou zijn het onderspit te delven.

## Politicus
Toen De Gaulle in 1969 weer vertrok, besloot hij zich in de politiek te begeven. In dat jaar werd hij algemeen secretaris van de Républicains Radicaux et Radicaux-Socialistes (RRRS), hielp mee de partij de hervormen en werd in 1971 partijvoorzitter. Voor deze politieke partij van het midden zat hij in de jaren zeventig enige tijd in de Assemblée Nationale, het Franse parlement en was hij ook nog minister, zij het slechts voor twee weken. Alhoewel hij een goed spreker was, was hij niet behendig in het spelen van het politieke machtsspel. Met zijn politieke middenkoers bereikte hij niets en leidde slechts tot een achteruitgang van de RRRS.
Van 1976 tot 1978 was hij voorzitter van de regionale raad van Lotharingen. Tussentijds in 1977 verkocht hij L'Express nadat was gebleken dat hij middelen van het tijdschrift had gebruikt voor zij politieke campagne. Hierdoor kwam zijn politieke loopbaan nog verder onder druk kwam te staan. In 1979 verliet hij de RRRS om te trachten met een eigen lijst in het Europees Parlement te komen maar deze poging mislukte waarop Servan-Schreiber besloot de politiek voor gezien te houden.
In 1980 kwam zijn tweede bestseller uit, Le Défi mondial. Hierin zette hij de snelle door de informatica veroorzaakte technologische opmars van Japan uiteen. Verder adviseerde hij nog enige tijd de presidenten Valéry Giscard d'Estaing en François Mitterrand maar zijn project om een centrum voor de promotie van informatietechnologie op poten te zetten eindigde in een financieel debacle en werd daarom in 1984 beëindigd. Hij verhuisde naar de Verenigde Staten waar hij een tijdlang de buitenlandse betrekkingen van de Carnegie Mellon University behartigde, een op het gebied van de computerwetenschappen toonaangevende universiteit in Pittsburgh waar zijn vier zoons toentertijd aan studeerden.
Terug in Frankrijk zette hij begin jaren negentig zijn memoires op papier. Omdat zijn geheugen werd aangetast door een op de ziekte van Alzheimer gelijkende ziekte verscheen in 1996 het laatste artikel van zijn hand. Tien jaar later overleed Jean-Jacques Servan-Schreiber op 82-jarige leeftijd aan de gevolgen van bronchitis.

## Werken
- Lieutenant en Algérie, 1957
- Le Défi américain, 1967; Ned.: De Amerikaanse uitdaging, Bruna, 1968
- Le Défi mondial, 1980
- Passions, 1991
- Les fossoyeurs, 1993

## Familie
Zijn zoon David Servan-Schreiber (1961-2011) was een bekende Franse psychiater.
- Bibsys: 90077050
- Biblioteca Nacional de España: XX1073010
- Bibliothèque nationale de France: cb119245280 (data)
- CiNii: DA02018801
- Digitale Bibliotheek voor de Nederlandse Letteren: serv022
- Gemeinsame Normdatei: 119103141
- International Standard Name Identifier: 0000 0001 2146 4531
- Library of Congress Control Number: n50002757
- Bibliotheek van het Japanse parlement: 00456142
- Nationale Bibliotheek van Tsjechië: uk2007334963
- Nationale bibliotheek van Australië: 35490456
- Nationale Bibliotheek van Israël: 987007268070305171
- Nationale Bibliotheek van Polen: a0000002233221
- Nationale en Universitaire bibliotheek Zagreb: 000017106
- Nederlandse Thesaurus van Auteursnamen: 06811320X
- Réseau des bibliothèques de Suisse occidentale: 02-A003823239
- Istituto Centrale per il Catalogo Unico: CFIV090753
- LIBRIS: 198674
- SNAC: w6dv334b
- Système universitaire de documentation: 027133567
- Trove: 971873
- Virtual International Authority File: 106977650
- WorldCat: E39PBJdRxHkMgJbqhtw9X6FdwC